# Доротея фон Золмс-Лаубах
Доротея фон Золмс-Лаубах (на немски: Dorothea cu Solms-Laubach; * 26 ноември 1547 в Зьодел; † 18 септември 1595 в Гера) е графиня от Золмс-Лаубах и чрез женитба графиня на Ройс-Гера.
Тя е дъщеря на граф Фридрих Магнус I фон Золмс-Лаубах (1521 – 1561) и съпругата му графиня Агнес фон Вид († 1588), дъщеря на граф Йохан III фон Вид и Елизабет фон Насау-Диленбург.
Тя умира на 18 септември 1595 г. на 47 години в Гера и е погребана там.

## Фамилия
Доротея се омъжва на 6 януари 1566 г. в Цайц за Хайнрих XVI Ройс-Гера фон Плауен (1530 – 1572). Тя е втората му съпруга. Те имат децата:
- Агнес фон Гера (1567 – 1588), омъжена 1582 г. за Хуго II фон Шьонбург-Глаухау (1559 – 1606)
- Анна (1568 – 1594)
- Доротея Ройс-Плауен (1570 – 1631), омъжена I. 1586 г. за граф Георг Фридрих I фон Хоенлое-Валденбург (1562 – 1600), II. 1606 г. за Вилхелм Шенк фон Лимпург-Шпекфелд (1568 – 1633)
- Хайнрих II Ройс-Гера „Постумус“ (1572 – 1635), господар на Лобенщайн-Обер-Кранихфелд, женен I. 1594 г. за гарфиня Магдалена фон Хоенлое-Лангенбург (1572 – 1596); II. 1597 г. за графиня Магдалена фон Шварцбург-Рудолщат (1580 – 1652)